# Auguste III
Pour les articles homonymes, voir Frédéric-Auguste de Saxe et Auguste (homonymie).
Auguste III de Pologne, né le 17 octobre 1696 à Dresde et mort dans la même ville le 5 octobre 1763, membre de la maison de Wettin, fils de l'électeur de Saxe et roi de Pologne Frédéric-Auguste, est roi de Pologne et grand-duc de Lituanie de 1734 à 1763, et, sous le nom de Frédéric-Auguste II de Saxe, électeur de Saxe de 1733 à 1763, ainsi que margrave de Misnie et comte palatin.
Par sa fille Marie-Josèphe, il est le grand-père des rois de France Louis XVI, Louis XVIII et Charles X, et par sa fille Marie-Amélie, le grand-père des rois Charles IV d'Espagne et Ferdinand Ier des Deux-Siciles, ainsi que de l'impératrice consort du Saint-Empire Marie-Louise d'Espagne. Le maréchal de France Maurice de Saxe est son demi-frère adultérin.

## Biographie
(avril 2020).

### Origines familiales
Frédéric Auguste de Saxe est le seul enfant légitime de Frédéric-Auguste Ier. Sa mère est Christiane-Eberhardine de Brandebourg-Bayreuth (1671-1727), fille du margrave de Brandebourg-Bayreuth Christian-Ernest. Protestante, elle a refusé de se convertir au catholicisme, contrairement à son époux, et n'a pas pu être couronnée reine de Pologne.

### Jeunesse et mariage

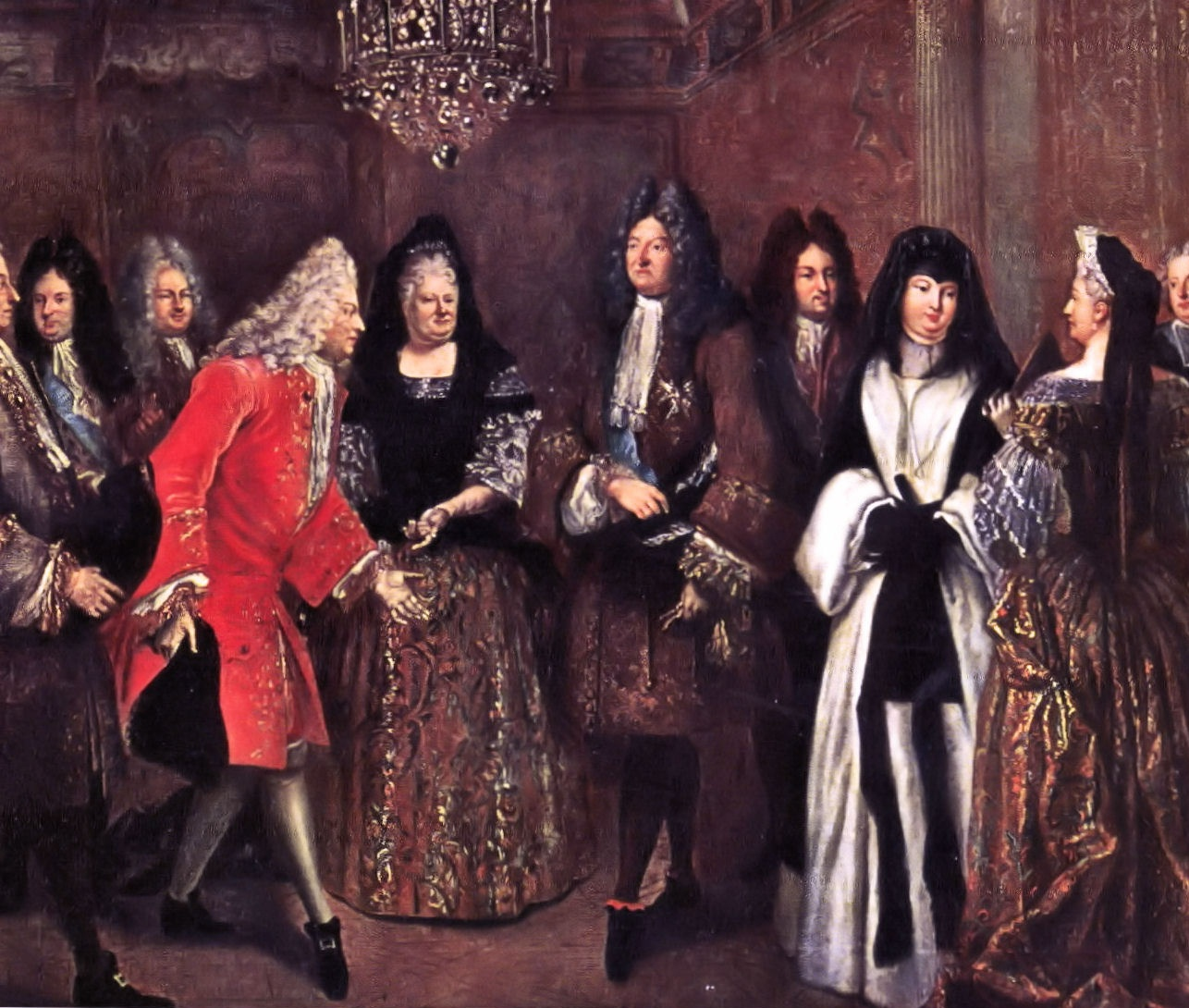
Présentation du prince électoral de Saxe au roi de France par la duchesse douairière d'Orléans, belle-sœur du roi.

Frédéric-Auguste reçoit l'éducation d'un futur roi de Pologne : on lui enseigne le polonais et le latin, ainsi que le français et le russe, langue qu'il ne maîtrisera jamais très bien, et diverses sciences.
Il est cependant d'abord élevé dans le luthéranisme, ce qui est renforcé par l'influence de sa grand-mère paternelle, Anne-Sophie de Danemark, qui joue un rôle important durant son enfance.
C'est pourquoi son père l'envoie en 1711 faire un Grand Tour, mais dans des pays catholiques : à Vienne, il assiste au couronnement de l'empereur Charles VI ; il séjourne ensuite en Italie où il se convertit en 1712. Il vient ensuite à Versailles, où il est présenté par la duchesse douairière d'Orléans, princesse d'origine allemande (la « princesse Palatine »), au roi Louis XIV (septembre 1714). Il y est portraituré par le peintre Louis de Silvestre à qui il propose vainement d'exercer ses talents en Saxe. Au printemps 1715, après un hiver festif à Paris, il entreprend un voyage dans les provinces françaises.

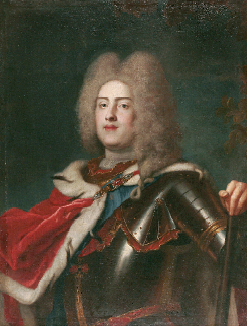
Le futur Auguste III vers 1716.

À son retour en Saxe, il est marié, le 20 août 1719, à l'archiduchesse Marie-Josèphe d'Autriche, âgée de 20 ans, fille du précédent empereur Joseph Ier, nièce de l'empereur Charles VI. Selon la Pragmatique Sanction édictée par ce dernier en 1713, l'archiduchesse et ses descendants doivent passer, en l'absence d'un fils, après les filles de Charles VI pour diriger les possessions héréditaires de la maison de Habsbourg (archiduché d'Autriche, royaume de Bohême, royaume de Hongrie, etc.), bien que Charles soit un frère cadet de Joseph. Le 10 août 1719, Marie-Josèphe a formellement reconnu les droits de sa cousine, née en 1717, Marie-Thérèse.

### La mort d'AugusteIIet la guerre de Succession de Pologne (1733-1736)
À la mort de son père en 1733, Frédéric Auguste hérite sans difficulté de l'électorat de Saxe et des autres possessions héréditaires.
En revanche, la succession au trône de Pologne va être difficile, puisqu'il s'agit une royauté élective sous influence des puissances européennes. En septembre 1732, prévoyant la mort prochaine d'Auguste II, la Russie, la Prusse et l'Autriche se sont mises d'accord (traité de Berlin, dit « Traité des Trois Aigles noirs ») pour exclure de l'élection à la fois Frédéric Auguste et Stanislas Leszczynski, père de la reine de France, qui a déjà été roi de Pologne de 1704 à 1709, ayant provisoirement évincé Auguste II ; il vit en exil depuis 1709, au château de Chambord depuis 1725.
Dans les premiers mois de 1733, la candidature de Stanislas est soutenue par la France, notamment l'ambassadeur à Varsovie et le ministre des Affaires étrangères. Stanislas rentre à Varsovie en août 1733 et sa victoire paraît certaine. La Russie et l'Autriche décident alors de soutenir la candidature de Frédéric Auguste (traité de Löwenwolde, 19 août). Stanislas est élu le 12 septembre, mais une minorité de la noblesse reste favorable à Frédéric Auguste. L'armée russe entre en Pologne (c'est le début de la guerre de Succession de Pologne) et se dirige vers Varsovie. Stanislas se réfugie à Dantzig, ville alors polonaise.
Le 10 octobre, la France, alliée à la Sardaigne, déclare la guerre à la Saxe et à l'Autriche (mais pas à la Russie) ; les opérations militaires françaises vont principalement avoir lieu dans la vallée du Rhin et en Italie, mettant l'Autriche en position difficile. En revanche, l'armée russe ayant mis le siège devant Dantzig, une petite expédition française en mai 1734 échoue (mort du comte de Plélo) ; quelques jours avant la chute de Dantzig, Stanislas s'enfuit en Prusse, où le roi Frédéric Guillaume accepte de le recevoir comme hôte. Entre-temps, Frédéric Auguste a été couronné roi le 17 janvier 1734 et est devenu Auguste III.
La situation n'est cependant pas complètement réglée, la Pologne ayant deux rois, dont un en exil. La supériorité française sur l'Autriche va permettre de trouver une solution en décembre 1735. À cette date, Stanislas réside toujours en Prusse, à Königsberg. À la suite des négociations de paix entre la France et l'Autriche (préliminaires de paix de novembre 1735), il lui est proposé de recevoir le trône ducal de Lorraine en échange de celui de Pologne (il conserverait cependant le droit de porter le titre de roi de Pologne) ; il fait alors une déclaration publique de renonciation. En 1736, au cours d'une diète de pacification, les partisans de Stanislas reconnaissent formellement Auguste comme roi de Pologne.

### La Saxe dans la guerre de Succession d'Autriche (1740-1748)
En 1740, l'empereur Charles VI s'éteint, laissant ses possessions à sa fille aînée, l'archiduchesse Marie-Thérèse. Reniant les engagements qu'avait pris son père, le roi Frédéric II de Prusse envahit sans sommation la Silésie autrichienne. L'électeur de Bavière, soutenu par la France, pose sa candidature au trône impérial et envahit la Bohême. La guerre de Succession d'Autriche vient d'éclater.
La Saxe et la Bohême voisine sont les champs de bataille où s'affrontent les armées prussiennes et autrichiennes. D'abord opposée à l'Autriche, la Saxe se retire de la guerre dès 1742, n'ayant rien gagné mais devant admettre la suprématie prussienne.
En 1747, le mariage de sa fille Marie-Josèphe avec le Dauphin Louis, fils de Louis XV et petit-fils du roi Stanislas, scelle sa réconciliation avec le royaume de France.
Son demi-frère adultérin, Maurice de Saxe, proche de la favorite royale et remarquable chef de guerre au service de la France, participe aux opérations menées par la France notamment aux Pays-Bas (bataille de Fontenoy). La paix est signée en 1748 (traité d'Aix-la-Chapelle), confirmant l'émergence de la puissance prussienne.

### La Saxe dans la guerre de Sept Ans
En 1756, la Prusse envahit la Saxe, alliée de l'Autriche et de la France déclenchant la guerre de Sept Ans.
La Saxe est ravagée par les armées prussiennes qui prennent la famille royale en otage malgré les protestations des cours européennes, les filles du roi étant reine consort de Naples et dauphine de France. L'épouse d'Auguste, Marie-Josèphe, en mourra en 1757.

### Mort et succession
Frédéric-Auguste III meurt le 5 octobre 1763. Son fils Frédéric-Christian, de santé délicate, lui succède en Saxe mais meurt dès le 17 décembre 1763, laissant le trône à Frédéric-Auguste III, âgé de 13 ans seulement.
En Pologne, c'est un Polonais qui va être élu (le 7 septembre 1764), avec le soutien de la Russie, Stanislas Antoine Poniatowski, roi de Pologne sous le nom de Stanislas II Auguste.

## Mariage et descendance

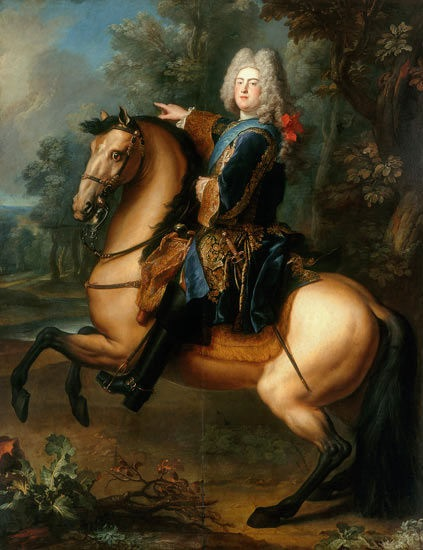
Portrait équestre d'Auguste III.

Frédéric-Auguste est le fils d'Auguste II le Fort, électeur de Saxe et roi de Pologne, et de Christiane-Eberhardine de Brandebourg-Bayreuth.
Il se marie en 1719 avec Marie-Josèphe d'Autriche (1699-1757), fille de l'empereur Joseph Ier.
En 1730, la peintre vénitienne Rosalba Carriera réalise au pastel le portrait de son épouse. Il est conservé à la Gemäldegalerie Alte Meister de Dresde.
De cette union naîtront 15 enfants :
- Frédéric (1720-1721) ;
- Joseph (1721-1728) ;
- Frédéric-Christian (1722-1763) ; en 1747, il épousa Marie-Antoinette de Bavière (1724-1780) ;
- Marie-Amélie (1724-1760) ; en 1738, elle épousa Charles d'Espagne, roi de Naples et de Sicile (puis d'Espagne) ;
- Marguerite (1727-1734) ;
- Marie-Anne (1728-1797) ; en 1747, elle épousa l'électeur Maximilien III de Bavière ;
- François-Xavier (1730-1806) ; en 1765, il épousa la comtesse Claire Spinucci titrée de Lusace (ou von Lausitz) (1741-1792) (postérité) ;
- Marie-Josèphe (1731-1767) ; en 1747, elle épousa Louis de France, dauphin du Viennois (1729-1765), fils de Louis XV ; de ce mariage sont nés les futurs Louis XVI, Louis XVIII et Charles X ;
- Charles-Christian (1733-1796), duc de Courlande ; en 1760, il épousa Franciszka Krasińska, fille du comte de Corvin (1742-1796) (postérité) ;
- Christine (1735-1782), abbesse à l'abbaye de Remiremont ;
- Marie-Élisabeth (1736-1818) ;
- Albert (1738-1822), duc de Teschen ; en 1766, il épousa Marie-Christine d'Autriche (postérité) ;
- Clément-Wenceslas (1739-1812), archevêque et électeur de Trèves ;
- Cunégonde (1740-1826), abbesse à l'abbaye de Thorn et Essen.

### Iconographie

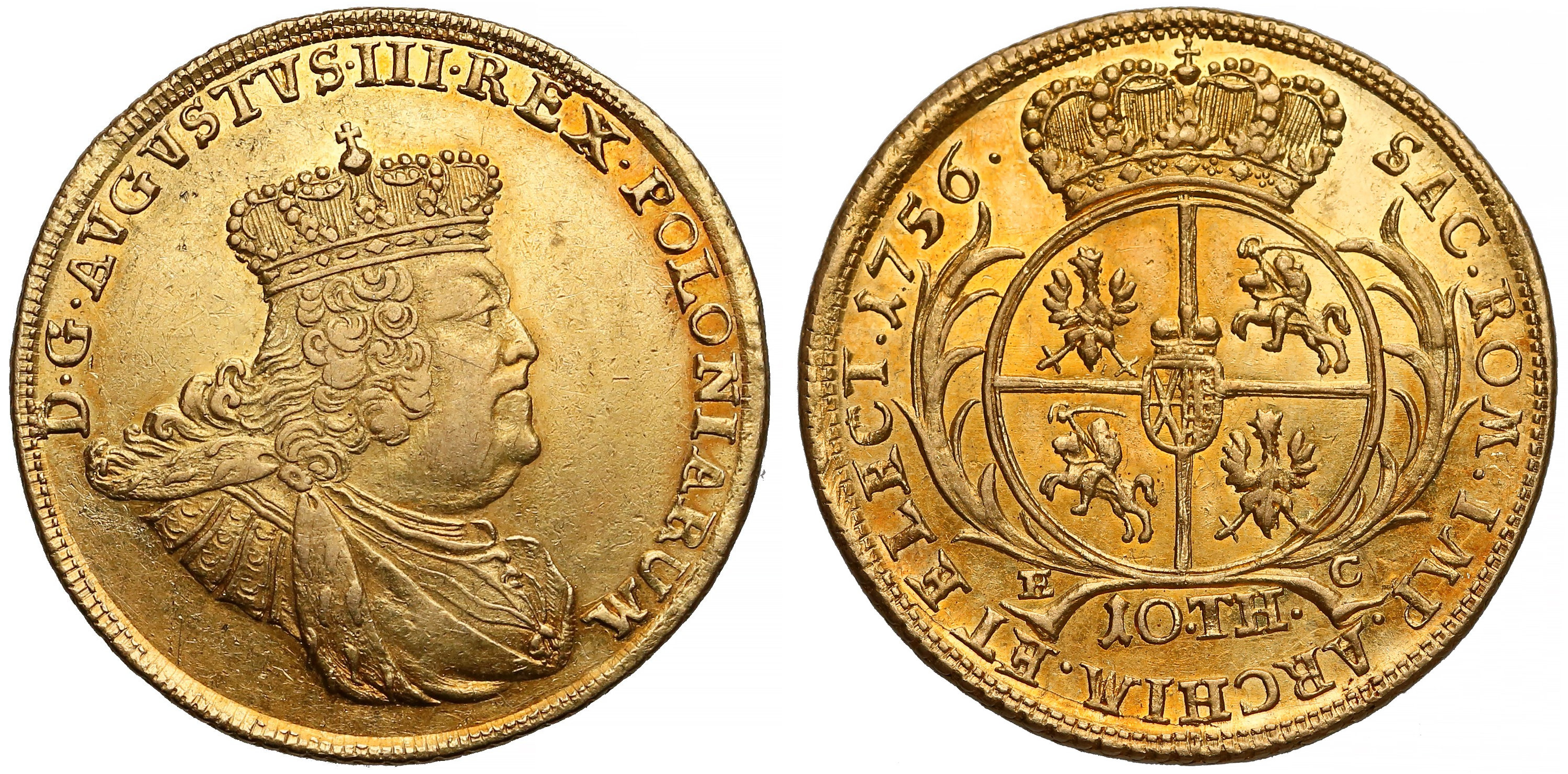
Pièce de 10 ducats émise en 1756 à l'effigie d'Auguste III.

- Portrait par Hyacinthe Rigaud en 1715 « en grand manteau royal frappé aux insignes de l’ordre de l’Éléphant de Danemark, flanqué d’un maure habillé à la houssarde » pour 4 000 livres et conservé à Dresde, à la Staatlische Kunstsammlungen Dresden, Gemälde Galerie Alte Meister. Inv. no 760[2]. La toile sera gravée par Jean-Joseph Balechou en 1747, « chef-d’œuvre de science et de force, destiné à figurer en tête de la Galerie de Dresde ». Portalis poursuit son commentaire en estimant que l’estampe « place Balechou au rang des meilleurs burinistes du XVIIIe siècle, et même de toute l’École française »[3].
- Portrait par Nicolas de Largillierre en 1715 (voir image ci-dessus).